# Passaggio di Dartford
Il passaggio di Dartford (in inglese Dartford Crossing) è un importante attraversamento stradale del fiume Tamigi in Inghilterra, che collega Dartford nel Kent a sud e Thurrock nell'Essex a nord. È costituito da due gallerie sotterranee e dal ponte strallato, intitolato alla Regina Elisabetta II.
Unico attraversamento stradale fisso del Tamigi a est della Grande Londra, è l'attraversamento dell'estuario più trafficato del Regno Unito, con un utilizzo medio giornaliero di oltre 130 000 veicoli.
Il passaggio, sebbene non sia ufficialmente designato come autostrada, è considerato parte del percorso della motorway M25; in realtà si tratta ufficialmente di una strada di categoria A, la A282.

## Storia

### Galleria occidentale

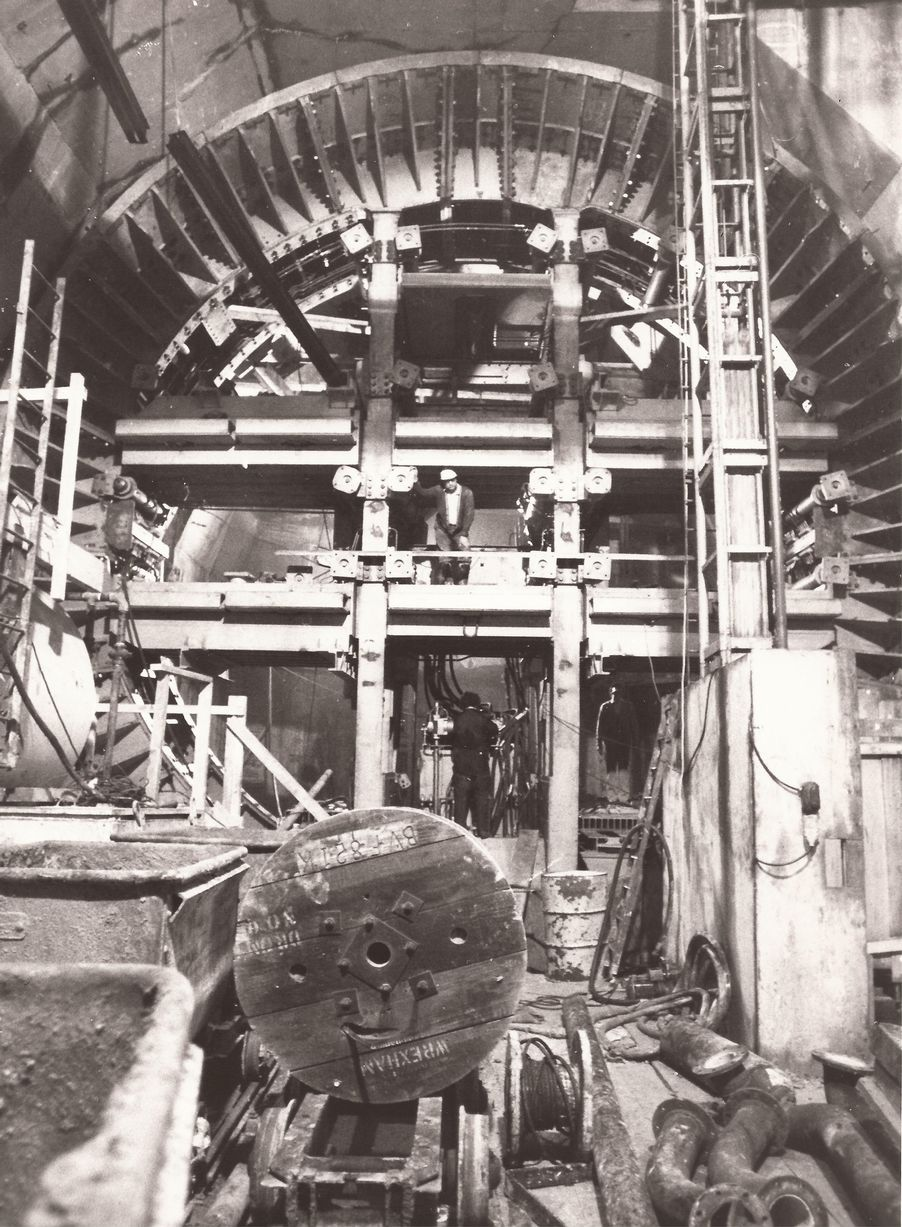
La talpa meccanica usata per la costruzione della galleria occidentale in nel 1936

L'idea di costruire un tunnel di attraversamento fu proposta per la prima volta dal Dipartimento per i trasporti nel 1924. Inizialmente si pensò a un attraversamento tra Tilbury e Gravesend, ma poi venne scartato a favore di una rotta vicino a Dartford. Nel 1929, il costo stimato del tunnel era di 3 milioni di sterline e il progetto faceva parte della "South Orbital Road" intorno a Londra.
Il Dartford Tunnel Act del 1930 autorizzò la sua costruzione, con il pagamento di un pedaggio per l'utilizzo. La costruzione iniziò con un tunnel pilota tra il 1936 e il 1938, ma i lavori furono rimandati a causa della seconda guerra mondiale e ripresero nel 1959.
Il tunnel, costruito utilizzando uno scudo di Greathead, fu completato con miglioramenti come un sistema di ventilazione migliore. Fu inaugurato il 18 novembre 1963, con un costo di 13 milioni di sterline e serviva inizialmente 12 000 veicoli al giorno.
Il pedaggio iniziale era di 2 scellini e sixpence e aumentò più volte nel corso degli anni, con cambiamenti significativi nel 1967 e nel 1977, raggiungendo infine 60 penny per le auto nel 1984.

### Galleria orientale
Il primo tunnel avrebbe dovuto trasportare due milioni di veicoli all'anno ma nel 1970 ne trasportava più di otto milioni. In quell'anno Michael Heseltine, allora ministro dei trasporti, annunciò che un secondo tunnel sarebbe stato costruito insieme alla "North Orbital Road", che sarebbe poi diventata la M25.
La costruzione fu approvata nell'aprile 1971, con una data di apertura iniziale prevista per il 1976. I lavori furono ritardati a causa della mancanza di fondi, risolta da un finanziamento CEE concesso nel 1974.
Il secondo tunnel fu inaugurato nel maggio 1980, consentendo a ciascuna galleria di gestire una direzione di traffico; a quel punto la capacità congiunta delle due gallerie era aumentata a 65 000 veicoli al giorno. Il collegamento dell'attraversamento alla M25 fu completato sul lato nord dell'Essex nel settembre 1982 (svincolo n° 31) e sul lato sud del Kent nel settembre 1986 (svincolo n° 1a).
Dopo il completamento della M25 nel 1986, la domanda giornaliera era aumentata a 79 000 veicoli.

### Ponte Regina Elisabetta II

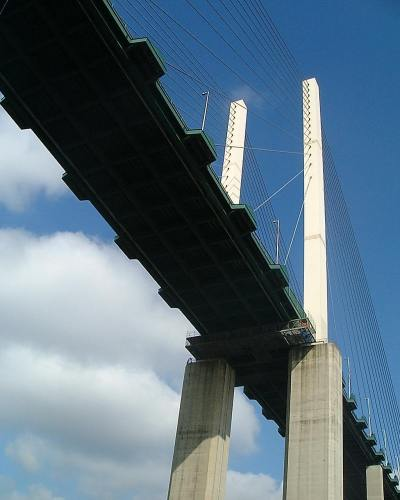
Ogni torre del ponte Regina Elisabetta II è alta etri

Negli anni ottanta del XX secolo, si prevedeva che il traffico attraverso le due gallerie di Dartford sarebbe aumentato con il completamento della M25 nel 1986. Si pensava che altre strade di Londra sarebbero state migliorate, deviando sulla M25 il 15% del traffico, ma si temeva che i due tunnel non sarebbero stati in grado di gestire l'aumento della domanda.
Tra il 1985 e il 1986, furono considerate diverse proposte per il miglioramento del passaggio di Dartford, e nel 1986, un consorzio vinse il contratto per costruire un nuovo ponte, del valore di 86 milioni di sterline nel 1986.
Il Dartford-Thurrock Crossing Act del 1988 permise a una compagnia privata, la Dartford River Crossing Limited, di prendere il controllo del passaggio e finanziare la costruzione del ponte tramite debito, senza contributi di capitale. La compagnia affrontava dei rischi, ma dimostrò che il finanziamento privato per le infrastrutture pubbliche poteva funzionare. La concessione fu fissata per 20 anni, con la conclusione del debito nel 2002.
I lavori di costruzione del ponte iniziarono nel 1988 e furono completati con il design dell'ingegnere tedesco Hellmut Homberg.
Il ponte fu inaugurato dalla Regina Elisabetta II il 30 ottobre 1991, con un costo totale di 120 milioni di sterline. All'epoca, aveva la campata più lunga di un ponte a tiranti in Europa ed è l'unico ponte sul Tamigi a valle del centro di Londra ad essere stato aperto dal Tower Bridge nel 1894.

## Caratteristiche

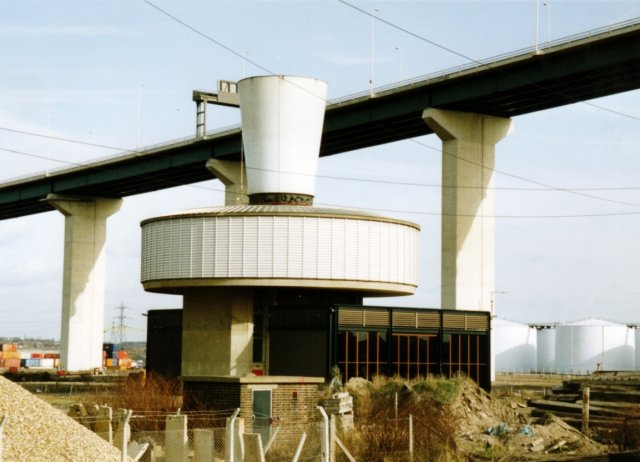
Un pozzo di ventilazione a nord della galleria orientale

Il passaggio attraversa il fiume Tamigi tra Dartford, nel Kent, sulla sponda sud, e Thurrock, nell'Essex, sulla sponda nord. Si trova a circa 32 km a est del centro di Londra, al di fuori dei confini della Grande Londra.  A nord del fiume, la linea ferroviaria High Speed 1 (tra le stazioni di Londra St Pancras e Ebbsfleet International) passa sotto le strade di accesso con un angolo quasi retto.
I due tunnel sono lunghi 1430 metri ciascuno, mentre il ponte strallato è alto 137 metri con una campata principale di 450 metri.
Il traffico in direzione sud attraversa il ponte a quattro corsie, mentre il traffico in direzione nord utilizza entrambi i tunnel a due corsie. Il ponte può essere chiuso a causa di forti venti o per manutenzione; in queste occasioni, il traffico utilizza i tunnel in entrambe le direzioni. Per questo motivo il passaggio e le sue strade di accesso, sono dotati di lanterne semaforiche per corsie reversibili e segnali a messaggio variabile per gestire il traffico.
È in vigore un limite di velocità di 80 km/h in entrambe le direzioni.
La capacità progettata è di 135 000 veicoli al giorno, ma in pratica il valico trasporta circa 160 000 veicoli. È stato descritto dall'Highways Agency come "un collegamento di trasporto vitale per le economie nazionali e del sud-est", e dall'ex Ministro per i Trasporti, Patrick McLoughlin, come "una parte cruciale della rete stradale strategica del Paese".
Benché spesso segnalato sulle mappe come parte della M25, in realtà il passaggio di Dartford e la sua strada ufficialmente classificate come strada di categoria A (A282); questo consente a parte del traffico che non può accedere alla rete autostradale, come ciclomotori, neopatentati e veicoli agricoli, di utilizzarlo.

## Pedaggio
L'attraversamento è sempre stato a pedaggio e, nonostante i costi di costruzione siano stati nel frattempo rimborsati, il pedaggio è stato mantenuto. Dal 2008 il transito è gratuito dalle 22:00 alle 06:00. Nel novembre 2014 è entrato in funzione un sistema di riconoscimento automatico delle targhe denominato Dart Charge; come conseguenza dell'entrata in funzione, i caselli che si trovavano sulla sponda meridionale, nel Kent, sono stati rimossi e la tariffa può ora essere pagata solo online, per posta o presso alcuni punti vendita selezionati.